# Битва под Полонкой
Битва под Полонкой (польск. Bitwa pod Połonką) — сражение Русско-польской войны 1654—1667, состоявшееся 28 июня 1660 года у белорусского села Полонка. Польско-литовское войско, возглавляемое Стефаном Чарнецким, нанесло серьёзное поражение русской армии Ивана Хованского, попавшей в засаду крылатых гусар.

## Предыстория
После возобновления военных действий с Речью Посполитой князь Хованский, командуя войсками Новгородского разряда, провёл ряд успешных кампаний в литовских землях. 8 февраля 1659 года князь одержал победу в битве под Мяделем над войсками Владислава Воловича и «мальтийского кавалера» Николая Юдицкого. С целью закрепления русских завоеваний в Литве Хованскому удалось овладеть стратегической инициативой и установить контроль над большей частью Великого княжества Литовского.
В августе 1659 князь Хованский начинает Литовский поход. Богуслав Радзивилл так описывал армию князя, которая начала военные действия в Литве: «Под Хованским… 90 корнетов райтарии, снабжённой пистолетами и бандолетами, каждый силой в 60 или 70 коней, 5 хорунг думных бояр, под каждой 100 коней… Под Щербой… 30 корнетов райтарии такой же силы, 3 кампании цесарской лейб-гвардии по 100 коней…»
Общая численность полка Хованского достигала 9 тысяч человек, в том числе: около 1300 в сотнях, 2800 рейтар, более 1000 полоцкой шляхты, до 1500 стрельцов (часть осталась в Пскове и Новгороде), более 100 начальных людей пехоты и 2338 солдат и драгун.

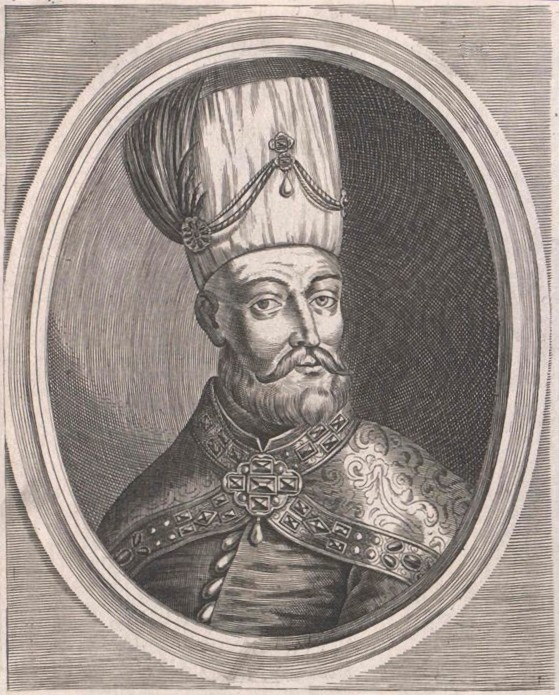
Боярин и воевода псковский князь Иван Андреевич Хованский

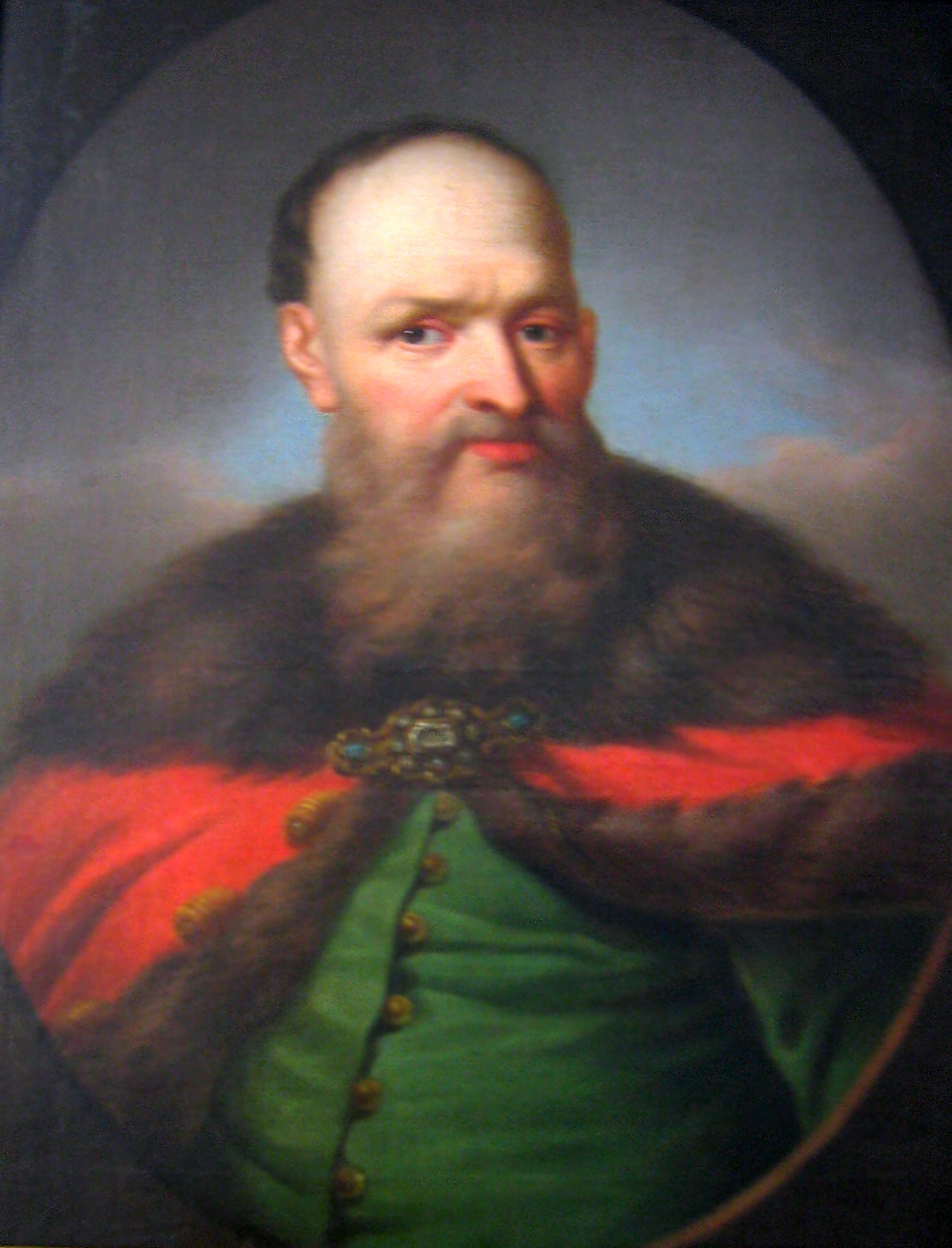
Стефан Чарнецкий, воевода русский, польный гетман коронный

Попытки литовских войск противодействовать войскам Хованского не имели успеха. 27 ноября 1659 у села Мыто князь разбил войска Я. Кунцевича, 18 декабря у деревни Крынки между Брестом и Гродно одержана победа над князем Яном Огинским. 3 января 1660 взят Брест, 15 января старший сын князя — князь Пётр Хованский (несколько сотен дворян и полк рейтар М. Реца) разбил и пленил полковника М. Обуховича (восемь казацких и пять драгунских хоругвей). Плена едва избежали гетман Павел Ян Сапега, его брат Кшиштоф и хорунжий Литовский З. Слушка. 17 февраля вытеснил за Буг войска полковника князя Александра Полубинского. Полубинскому попытался оказать помощь Чарнецкий, чья дивизия переправилась через Буг юго-восточнее Бреста, но при приближении князя Ивана Андреевича отступила к Лукову. Князь Хованский пошёл на Ляховичи, где взял в осаду войска Николая Юдицкого.
Падение Бреста ставило под угрозу саму Варшаву, до которой оставалось 100 верст. «Воюя коронную землю», конница Хованского доходила до Люблина и Холма на юге и до Лукова на западе. Русские разъезды появились в 20 верстах от польской столицы. Польское правительство было вынуждено прикрыться войсками германского императора. В Подляшье и Мазовии поляки расположили на зимние квартиры австрийские войска генерала Гейстера, своих союзников в войне со Швецией. Хованский решил оказать моральное давление на Гейстера, назвав его представителю, капитану Розенштейну, огромную численность своей армии. Согласно рапорту капитана, Хованский «поведал мне, что имеет 100 000 войска, поэтому Польша сопротивляться ему не сможет. На это я отвечал: для того нас Польша тут как передовую стену против русских и поставила, а при этом цесарь с царём в мире. Он дал мне совет, чтобы мы перешли на другую сторону Вислы, а он эту сторону займёт».
После успехов Хованского в Литве русское правительство начало готовиться к наступлению на Варшаву. Для усиления армии Хованского к нему был выслан полк Степана Змеева в составе «шквандроны» смоленских рейтар, витебской, могилевской и кричевской шляхты, полочинских «грунтовых» и донских казаков, солдат Я. Треля и «шквандроны» (шесть рот) из генеральского полка Александра Лесли во главе с его сыном Робертом, общей численностью 2400 человек. В мае 1660 года на подходе к Слуцку полк Змеева обратил в бегство войска полковников Самуэля Оскирки, Дениса Мурашки и новогрудского хорунжего Франсковича и преследовал их до самого Слуцка. 27 мая полк присоединился к армии Хованского. Ещё один воеводский полк стал создаваться 23 мая под командой брата Ивана Андреевича — князя Семёна Хованского. На усиление его отряда по указу от 8 июня направлялось два солдатских полка (2000 человек) Днепром из Киева, в Борисове находились приказ московских стрельцов и «добрые и полные» дворяне московских чинов (250 человек и даточные), которые должны были пристать к полку Семёна Хованского. Тогда же к Хованскому были направлены Нежинский и Черниговский полки наказного гетмана Войска Запорожского Василия Золотаренко. В целом, по планам наступления на Варшаву, войско князя должно было увеличиться до 30-40 тысяч человек.
После заключения мира со Швецией польское правительство, располагавшее тогда армией, насчитывавшей более 50 тысяч только «компутовых» (состоящих на жаловании) солдат, получило возможность перебросить в Литву для отражения наступления Хованского новые части.
Правда, внутренние неурядицы в Польше мешали королю организовать контрнаступление: коронные и литовские сенаторы спорили о направлении главного удара — на Украину или Литву, а войска бунтовали из-за отсутствия жалованья. Дивизия Сапеги после отступления от войск Хованского составила конфедерацию во главе с С. Кмитичем, отказавшись подчиняться Полубинскому, говоря, «что он из Курляндии их вывел и их с голоду поморил, а в Курляндии-де им было кормно». Кмитич предъявил королю претензии о жаловании и даже грозился в связи с этим перейти с войском на службу к русскому царю. Дивизия левого крыла («жмудская») во главе с Михаилом Пацем не спешила под команду Сапеги из-за недоверия к гетману и стремления региментаря укрепить личное положение в Курляндии. Росло дезертирство, а в коронных землях распространялись панические слухи о походе Хованского на Варшаву и Пруссию и даже пленении Чарнецкого.
24-30 мая (нов. ст.) в Варшаве состоялся военный совет, где было принято решение о походе на выручку Ляховичам войск Сапеги и Чарнецкого. Польские командиры спешили сразиться с князем, пока к Хованскому не подошли новые подкрепления. Богуслав Радзивилл предупредил князя Хованского о походе на него войск Чарнецкого и Сапеги и сообщил через своего посланника Николая Поремского, что численность войск будет около 10 000 человек: «король де Польский послал против великого государя ратных людей, Чернецкого и Полубенского, с ним же и гетман Сопега…, а хотят приходить на государевых людей под Ляховичи… А в Коруну, во все поветы, писал король, тотчас велел сбираться всему посполитому рушенью, а кто не пойдёт в поспольство, тотчас велел сечь, как неприятелей, и маетности их отбирать… А про Родивила Богуслава сказывал (посланец), что он с пруским войском не пойдёт к королю на помочь». 14 июня 1660 года армия Стефана Чарнецкого (4000 человек, в том числе гусары Короля и Чарнецкого (350 человек) и 1300 драгун), соединилась с литовским войском Павла Яна Сапеги (8000 человек) у Слонима. 17 июня, оставив для продолжения осады Ляхович до 1500 новгородских драгун и солдат, князь Хованский с 4500 кавалерии и 4000 пехоты выступил навстречу польско-литовским войскам.

## Ход битвы

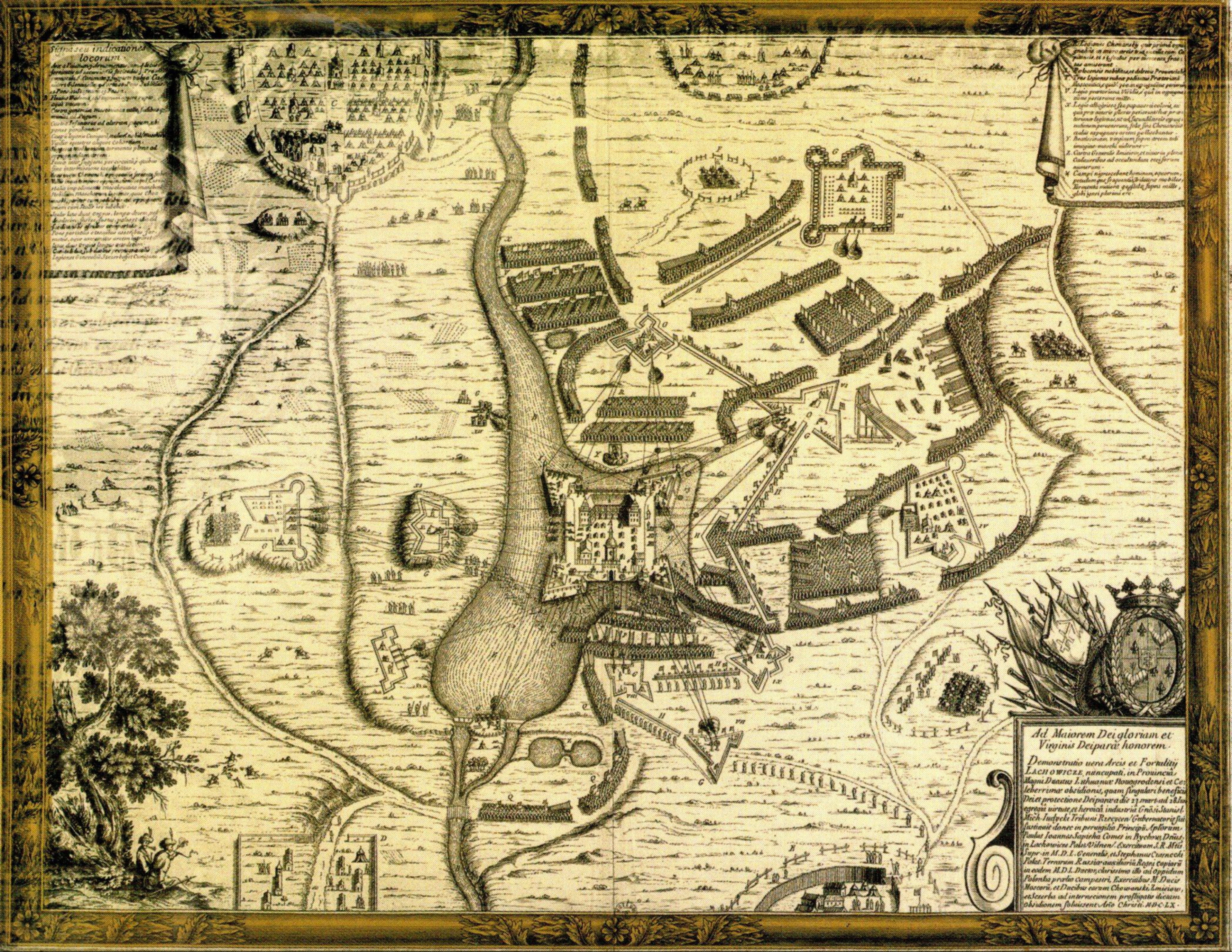
Осада Ляхович в 1660 году. Гравюра XVII века

С целью разведки дислокации противника в сторону Слонима был выслан отряд под командой У. Нащёкина, который, столкнувшись с колонной Чарнецкого, после короткого боя отошёл к основным силам князя Хованского. Выслушав доклад Нащёкина, князь решил, используя эффект внезапности, напасть на колонну польско-литовских войск, для чего приказал совершить ночной переход к Полонке. На рассвете 18 июня авангард русской армии столкнулся с войсками Чарнецкого, которые уже были готовы к бою и выстроились в боевом порядке. Предрассветный туман и дым от подожжённых поляками домов скрывали истинную численность противника, имевшего до 8000 конницы и до 4000 пехоты.
С ходу атаковав неприятеля, русским войскам удалось потеснить авангард польско-литовской армии. Отступление передовых частей Чарнецкого убедило князя Хованского в необходимости развития успеха и продолжении наступления. Несмотря на отговоры второго воеводы князя Щербатова и Змеева, которые призывали к осторожности и ссылались на недостаток информации о численности неприятеля, князь Иван Андреевич приказал атаковать.
В преследование отступающего противника был послан полк Змеева, который при переправе через реку угодил в засаду, драгуны Чарнецкого с двумя пушками открыли огонь сбоку, а затем солдат Змеева атаковали коронные гусары «с палашами». Не успев развернуться и перестроиться, понеся серьёзные потери, полк был вынужден отступить под прикрытием огня остальной русской армии. Сам Змеев в том бою был ранен. Видя наступление войск противника, Хованский сам возглавил встречную атаку правого фланга своей армии, направив удар на левый фланг армии Чарнецкого, состоявший из литовских полков. Расчёт Хованского оказался верным. Литовские части, уже не раз побеждённые князем в предыдущих сражениях, не выдерживая напора русских войск, начали отступать. Как вспоминал Сапега: «когда мы уже в огне стали, конница нас с тылу обошла, от этого испытали мы большие трудности… ибо нас уже было окружили». К несчастью Хованского, он недооценил численность противостоящего ему противника, русским не удалось развить успех из-за численного превосходства литовцев.

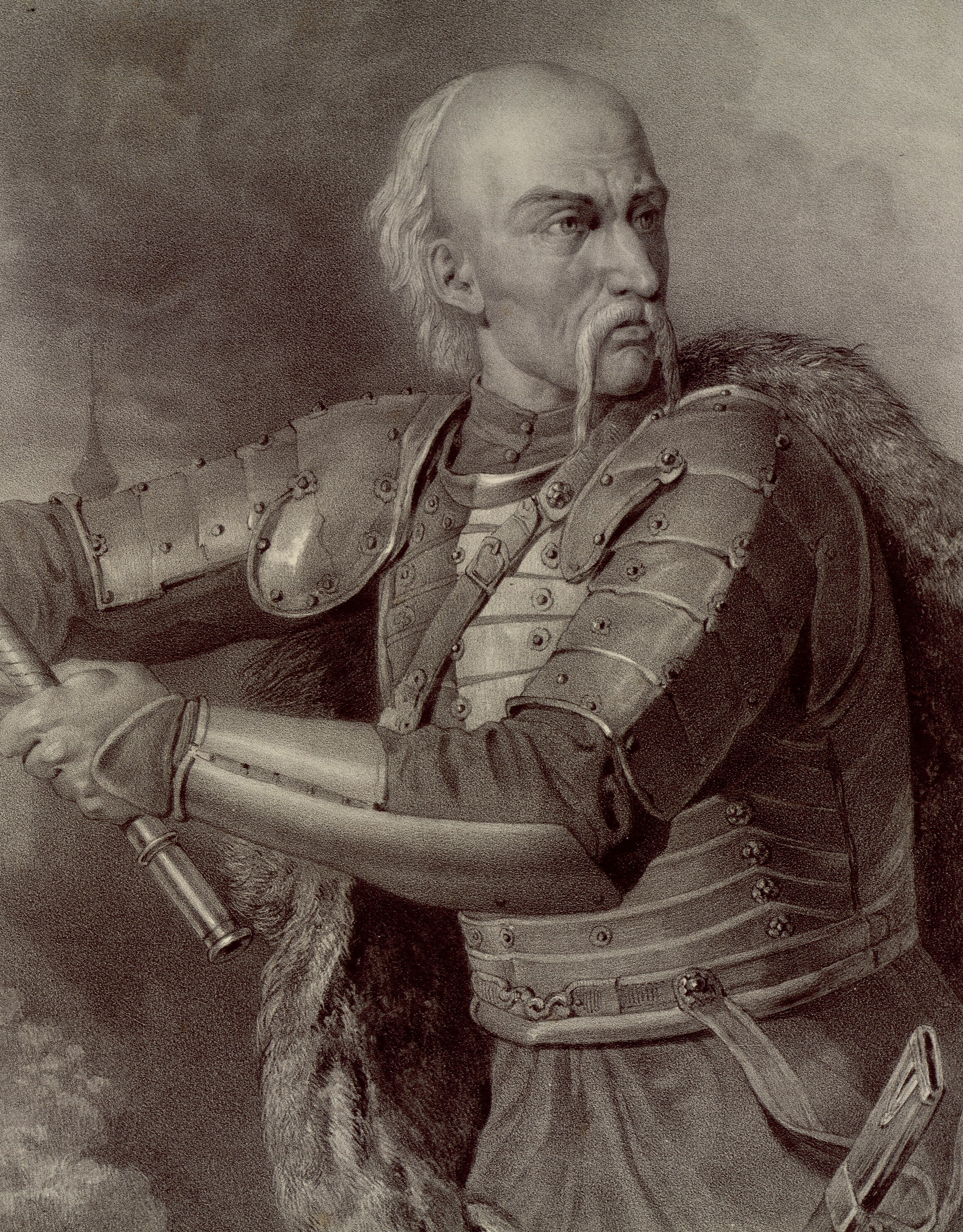
Гетман великий литовский и воевода виленский Павел Ян Сапега

В это время Чарнецкий послал конные части под командованием Г. Войниловича в обход левого фланга армии Хованского. Стрелецкая засада, оказавшаяся слишком слабой, и контратака русских рейтар, несмотря на выказанные рейтарами прекрасные боевые качества (как писал Пац, «рейтары дали по нам огня густо, из наших же редко кто выстрелил…»), не смогли остановить наступление ветеранов шведской войны. Опрокинув левый фланг, Войнилович вышел в тыл русской армии.
Возглавив гвардейскую дивизию коронных польских войск, Чарнецкий атаковал в центр. Польские драгуны заняли переправу через реку и при поддержке кавалерии захватили позиции русской артиллерии. К этому времени оправившийся левый фланг польско-литовской армии под командованием Сапеги перешёл в наступление. Исход решила атака польских гусар, опрокинувшая русскую конницу. В плен попал второй воевода князь Щербатов.
Видя отступление конницы, солдаты и стрельцы, отбивая атаки противника, отошли к берёзовой роще, где приняли оборону, соорудив засеку. Атаки польской кавалерии на позиции русской пехоты не принесли результата. Отозвав свою кавалерию, Чарнецкий сосредоточил на позициях русских войск огонь всей своей артиллерии.
Видя невозможность дальнейшего сопротивления, русские командиры приняли решение о сдаче. Когда русские вышли из засеки для сдачи, Чарнецкий отдал приказ коннице атаковать. От страшной резни спаслись и смогли организованно отступить только 800 стрельцов и 400 солдат, бежавших в берёзовую рощу, которые позже вышли на соединение с Хованским около Полоцка.
Но не вся русская конница рассеялась. Смоленские рейтары произвели организованное отступление с поля боя, «бились, не щадя голов своих, и пехоту с собой отводили, и знамёна с бою свезли, и пришли с бою в Полоцк разными дорогами».
Полоцкая шляхта сохранила верность присяге. Вместе с Хованским организованно отступили 700 человек, а многие уже позже выходили к Полоцку самостоятельно.
Князь Хованский, собрав остатки своей конницы и соединившись в районе Мира и верховьев Немана с отступившими от Ляхович драгунами и новгородской пехотой, забрал на реке Вили полоцкий обоз с отрядом рейтар и отступил к Полоцку.

## Итоги и последствия
Поражение армии Хованского под Полонкой на какое-то время изменило соотношение сил сторон на литовском театре военных действий. Стратегическая инициатива была упущена. Блестяще спланированный упреждающий удар польско-литовских войск сорвал план наступления на Варшаву. Поражение повлекло за собой окончательное отпадение западной половины Великого княжества Литовского от царской власти. Небольшие гарнизоны Новогрудка и некоторых других городов капитулировали сразу, а Берестье, Гродно и Вильна — после одно-двухлетних осад. Продвижение польско-литовской армии было остановлено только под Борисовом.
Битва при Полонке стала рубежом в истории Новгородского разряда. Произошёл невиданный разгром (после целого ряда непрерывных побед с 1657 года). Гибель и пленение сотен дворян и детей боярских и более половины пехоты, потеря обоза и всех «животов» ратных людей — все это негативным образом сказалось прежде всего на моральном духе новгородской конницы.
Однако князю Хованскому удалось в короткий срок, собрав остатки своей армии, вновь начать активные военные действия на землях Великого княжества Литовского. Хованский восстановил силы Новгородского полка, в полку были проведены реформы, а через два месяца после поражения под Полонкой по инициативе князя в Новгородском полку появились роты, а затем и полк «гусарского строя». Осенью 1660 года, в разгар боёв на реке Басе, Хованский получил указ Алексея Михайловича «со всеми ратными людьми» выступить на противника «куды лутчи и пристойнее тотчас без всякого мотчанья». Выполнив приказ, князь Иван Андреевич выдвинулся с Новгородским полком в глубокий тыл, обеспечив успех действий князя Юрия Долгорукого под Могилёвом.
Битва под Полонкой позднее была отражена в мемуарах Богуслава Казимира Мацкевича.